# Сичов В'ячеслав Федорович
В'ячеслав Федорович Сичов (28 травня 1953, Кременчук, Полтавська область) — український флотоводець. Віцеадмірал. Начальник Севастопольського військово-морського інституту ім. П. С. Нахімова. У 2003 — виконувач обов'язків Головнокомандувача Військово-морських сил України.

## Життєпис
Народився 28 травня 1953 року в місті Кременчук Полтавської області. У 1975 році закінчив Каспійське вище військово-морське Червонопрапорне училище ім С. М. Кірова в Баку.
З 1975 служив на флоті. Був командиром бригади прикордонних кораблів у Балаклаві.
У 1996—1998 рр. — начальник Севастопольського військово-морського інституту імені П. С. Нахімова.
У 1998—2003 рр. — заступник головнокомандувача ВМС України, начальник Севастопольського гарнізону.
З 26 квітня 2003 по 25 травня 2003 — виконувач обов'язків Головнокомандувача Військово-морських сил України.
З 2003 — заступник Головнокомандувача Військово-морських сил України.
З 2005 — адмірал-інспектор Головної інспекції Міністерства оборони України.

## Нагороди та відзнаки
- Медаль «За бездоганну службу» (22.08.2005).[2]